# Break My Stride
Break My Stride ist ein Popsong von Matthew Wilder aus dem Jahr 1983, der von Matthew Wilder und Greg Prestopino geschrieben wurde.

## Geschichte und Veröffentlichung
Nachdem Wilder bei Arista unter Vertrag genommen wurde, lehnte Manager Clive Davis dessen Songs ab. Auf eigene Faust nahm Wilder den Titel auf. Er handelt davon, nicht aufzugeben und seinen Weg zu gehen, was indirekt auf Wilders Verhältnis mit Davis anspielt (unter anderem zitiert er Last Night I Had the Strangest Dream). Auch in diesem Titel sah Davis kein Hitpotential, Wilder ging darauf zum Epic-Tochterlabel Private I von Joe Isgro.
Auf Wilders Album I Don’t Speak the Language war das Lied der einzige größere Erfolg, das One-Hit-Wonder belegte Platz 5 der Billboard Hot 100 Charts und Platz 4 der UK Top 40 im Jahr 1984.
In Deutschland und Österreich waren die Coverversionen von Unique II (1996) bzw. Blue Lagoon (2004) erfolgreicher als das Original von Matthew Wilder. Im Jahr 1997 sampelte Puff Daddy das Lied für seine Single Can’t Nobody Hold Me Down.

## Rezeption

### Chartplatzierungen
| ChartsChartplatzierungen       | Höchstplatzierung | Wochen |
| ------------------------------ | ----------------- | ------ |
| Deutschland (GfK)              | 7 (13 Wo.)        | 13     |
| Österreich (Ö3)                | 8 (8 Wo.)         | 8      |
| Schweiz (IFPI)                 | 22 (6 Wo.)        | 6      |
| Vereinigte Staaten (Billboard) | 5 (29 Wo.)        | 29     |
| Vereinigtes Königreich (OCC)   | 4 (13 Wo.)        | 13     |

| ChartsJahrescharts (1984)      | Platzierung |
| ------------------------------ | ----------- |
| Vereinigte Staaten (Billboard) | 27          |

### Auszeichnungen für Musikverkäufe
| Land/Region                  | Auszeichnungen für Musikverkäufe (Land/Region, Auszeichnung, Verkäufe) | Verkäufe |
| ---------------------------- | ---------------------------------------------------------------------- | -------- |
| Australien (ARIA)            | Gold                                                                   | 35.000   |
| Dänemark (IFPI)              | Gold                                                                   | 45.000   |
| Kanada (MC)                  | Gold                                                                   | 50.000   |
| Vereinigtes Königreich (BPI) | Platin                                                                 | 600.000  |
| Insgesamt                    | 3× Gold · 1× Platin ·                                                  | 730.000  |

## Coverversionen (Auswahl)
- 1996: Unique II
- 1997: Puff Daddy feat. Mase (Can't Nobody Hold Me Down)
- 1997: Bart Kaëll (Liever in z'n schoenen)
- 2002: Christina Aguilera feat. Lil’ Kim (Can’t Hold Us Down)
- 2003: Aaron Carter
- 2004: Blue Lagoon
- 2004: Die Schlümpfe (Burgfräulein)
- 2006: Matisyahu (Jerusalem (Out of Darkness Comes Light))
- 2013: Bodybangers feat. & Tony T.
- 2021: DJ Herzbeat feat. Sonia Liebing (Immer wieder wenn die Sonne scheint)